# Catherine Ashton
Catherine Margaret Ashton, Barones Ashton van Upholland (Upholland, Engeland, 20 maart 1956) is een Brits politica en diplomate van de Labour Party.
Ashton was tussen 2001 en 2008 bewindspersoon in de kabinetten-Blair en Brown en was van 2008 tot 2014 de Brits Eurocommissaris in de commissies-Barroso I en Barroso II.

## Politieke loopbaan

### In het Verenigd Koninkrijk
Tussen 1977 en 1983 was Ashton penningmeester van de Campagne voor Nucleaire Ontwapening (CND).
Van 2001 tot 2007 bezette ze verschillende posten als staatssecretaris. Van 28 juni 2007 tot 3 oktober 2008 was ze als Leader van het Hogerhuis lid van het kabinet Brown. Ze heeft zich nog nooit kandidaat gesteld in verkiezingen. In 2006 won ze de "Politician of the Year"-award, toegekend aan politici die een positieve weerslag hebben op het leven van Britse homo's en lesbiennes.

### In de Europese Unie
Vanaf 3 oktober 2008 was ze Europees commissaris voor Handel in de commissie-Barroso I, in opvolging van Peter Mandelson.
Op 19 november 2009 werd Ashton voorgedragen als hoge vertegenwoordiger van de Unie voor Buitenlandse Zaken en Veiligheidsbeleid in de commissie-Barroso II. De Europese sociaaldemocraten kwamen die dag op de Oostenrijkse ambassade samen om de kandidatuur van Ashton te bespreken. Ze was de eerste persoon die deze functie bekleedde. Critici stelden dat Ashton onvoldoende ervaring had op het gebied van buitenlandse zaken. Zelf zegt ze dat haar vaardigheden geschikt zijn. Ze ontkende geld van communistische landen te hebben aangenomen in haar vroegere rol als penningmeester van de Campagne voor Nucleaire Ontwapening.
Ashton wilde helpen om de EU zich politiek meer te laten gelden. Ze wilde de dialoog aangaan met Rusland. De trans-Atlantische betrekkingen waren volgens haar "strategisch belangrijk".
Als Brits Eurocommissaris werd ze opgevolgd door Jonathan Hill. Haar opvolger als hoge vertegenwoordiger was Federica Mogherini.

#### Opmerkelijke gebeurtenissen in Ashtons termijn als hoge vertegenwoordiger
- Oprichting van de Europese Dienst voor Extern Optreden (EDEO) in 2010. Ashton heeft in 2010 overeenstemming bewerkstelligd tussen de Europese Commissie, de Raad van de Europese Unie en het Europees Parlement over de vormgeving van de dienst.[3]
- Aansturing van Operatie Atalanta (een Europese, militaire anti-piraterij actie in Somalië) met EU speciaal vertegenwoordiger Alexander Rondos.[4]
- In 2013 bijdragen aan een deal waardoor Servië en Kosovo hun banden hebben kunnen normaliseren.[5]
- Voorzitterschap van de vijf permanente leden van de VN veiligheidsraad en Duitsland tijdens onderhandelingen met Iran over nucleaire aangelegenheden in november 2013. Dit heeft geleid tot een tussentijds akkoord.[6]
- Bezoek aan Kiev tijdens de Euromaidan.[7]

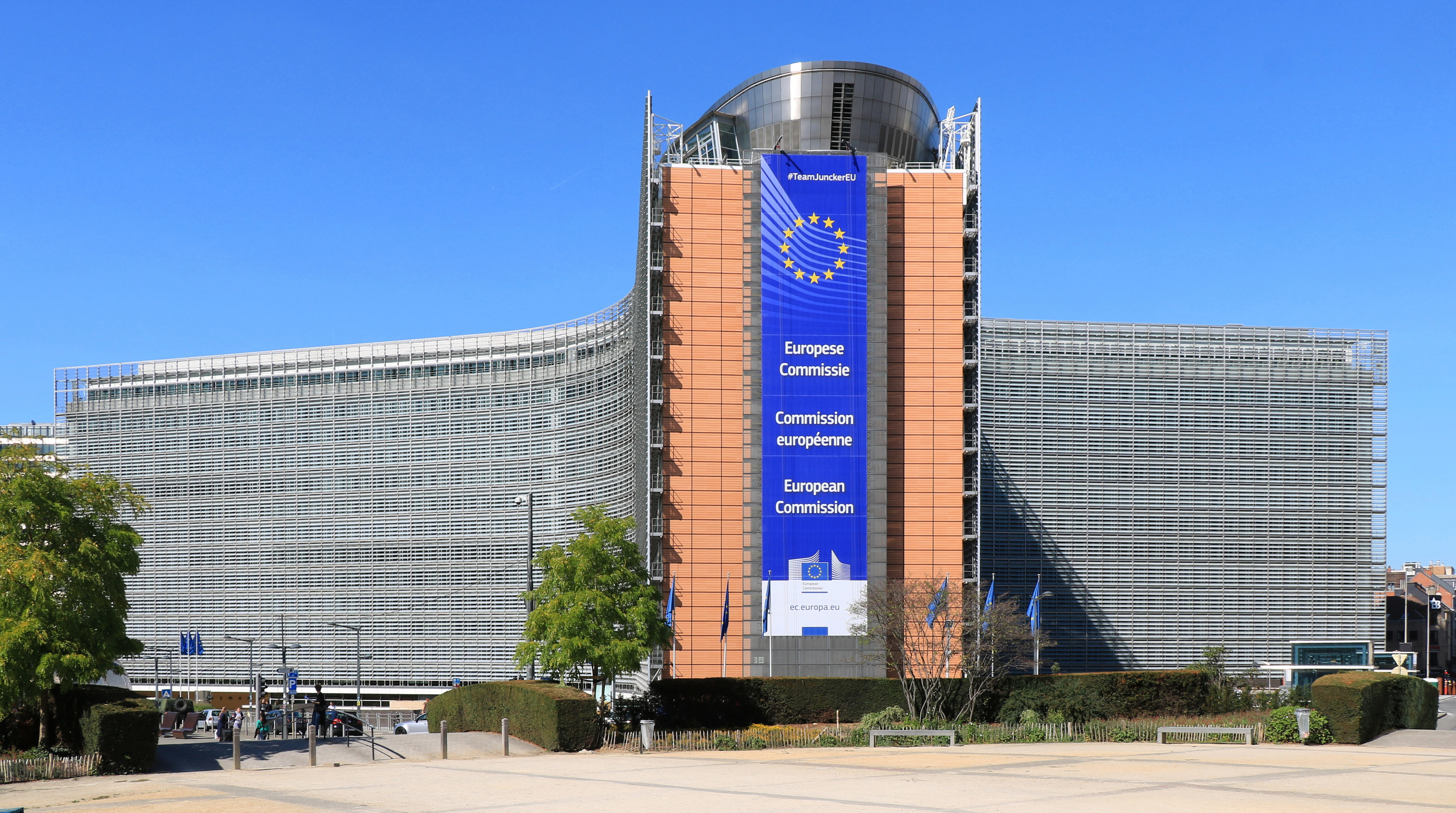
De Europese Commissie, waarvan Catherine Ashton vicevoorzitter was van 2010 tot 2014

## Persoonlijk leven
Op 2 augustus 1999 werd ze in de adelstand verheven als Barones Ashton van Upholland.
Ashton is gehuwd en heeft twee kinderen en drie stiefkinderen. Zij woont met haar man in St Albans.

## Onderscheidingen
- Barones in de Peerage van het Verenigd Koninkrijk (1999)
- Grootkruis in de Orde van Sint-Michaël en Sint-George (2015).

- Bibsys: 1675320984120
- Gemeinsame Normdatei: 1191212556
- Library of Congress Control Number: no2023046871
- Nationale Bibliotheek van Polen: a0000002868966
- Parlement.com: vhyzakcacxyv
- Virtual International Authority File: 289331888
- WorldCat: E39PBJtcHPR7tRQXRCymGPX8G3

Joaquín Almunia · Catherine Ashton · José Manuel Barroso · Jacques Barrot · Joe Borg · Karel De Gucht · Stavros Dimas · Benita Ferrero-Waldner · Ján Figeľ · Franco Frattini · Mariann Fischer Boel · Dalia Grybauskaitė · Danuta Hübner · Siim Kallas · Meglena Koeneva · László Kovács · Neelie Kroes · Markos Kyprianou · Peter Mandelson · Charlie McCreevy · Louis Michel · Leonard Orban · Andris Piebalgs · Janez Potočnik · Viviane Reding · Olli Rehn · Paweł Samecki · 
Algirdas Šemeta · Vladimír Špidla · Antonio Tajani · Androulla Vassiliou · Günter Verheugen · Margot Wallström
Joaquín Almunia · László Andor · Catherine Ashton · Michel Barnier · José Manuel Barroso · Tonio Borg (vanaf 28 november 2012) · Dacian Cioloş · John Dalli (tot 16 oktober 2012)  · María Damanáki · Jacek Dominik (sinds 16 juli 2014) · Štefan Füle · Karel De Gucht  · Máire Geoghegan-Quinn · Kristalina Georgieva · Johannes Hahn · Connie Hedegaard · Siim Kallas · Jyrki Katainen (sinds 16 juli 2014) · Neelie Kroes · Janusz Lewandowski (tot 1 juli 2014) · Cecilia Malmström · Neven Mimica · Ferdinando Nelli Feroci (sinds 16 juli 2014) · Günther Oettinger · Andris Piebalgs · Janez Potočnik · Viviane Reding (tot 1 juli 2014) · Olli Rehn (tot 1 juli 2014) · Martine Reicherts (sinds 16 juli 2014) · Maroš Šefčovič · Algirdas Šemeta · Antonio Tajani (tot 1 juli 2014) · Androulla Vassiliou